# 嘉祿·鮑榮茂
聖嘉祿·鮑榮茂（拉丁語：Sanctus Carolus Borromeus；1538年—1584年）是文艺复兴时期欧洲神学家及天主教會樞機。他於1610年被封为圣人。他是教宗庇護四世的姪子樞機，1560年至1565年擔任國務卿，他帮助改革教会音乐，曾主持部分特伦托会议。作为米兰總教區總主教，他执行严格的《特伦托教令》，拆除了一些米兰主教座堂的装饰。他还改革宗教教团，迫害女巫和其他异端。文藝復興時期著名的作曲家卡洛·傑蘇阿爾多是他的外甥。